# گروه چاینا مرچنت
گروه چاینا مرچنت (انگلیسی: China Merchants Group) شرکت دولتی کشتیرانی چینی است، که در سال ۱۸۷۲ تأسیس شد.